# SpVgg 1910 Langenselbold
Die SpVgg 1910 Langenselbold ist ein Fußballverein in der osthessischen Stadt Langenselbold. Die Mannschaft stieg 1934 und 1940 zweimal in die Gauliga Hessen, die damals höchste Spielklasse auf, und strebte in den 1980er Jahren den Aufstieg in die oberste hessische Amateurspielklasse an, die sie allerdings nie erreichte. Die SpVgg Langenselbold spielt seit den 1990er Jahren in den Ligen des Fußballkreises Hanau.

## Geschichte
Als erster Fußballverein Langenselbolds wurde im Jahr 1910 der Sportverein 1910 in der Gaststätte „Zum Felsenkeller“ gegründet. Noch im selben Jahr entstand mit dem FC Viktoria ein zweiter Klub. Beide schlossen sich unmittelbar nach dem Ersten Weltkrieg, am 19. Mai 1919, zur Spielvereinigung 1910 zusammen. Als Sportplatz diente das Vereinsgelände „Auf der Sieb“.
1925 stieg die SpVgg 1910 in die Zweitklassigkeit auf und stieß dort auf namhafte Gegner wie Viktoria 94 und Sport 1860 Hanau, die heute im TSV 1860 Hanau vereint sind. Anfang der 1930er Jahre begann die erfolgreichste Phase in der Vereinsgeschichte der Rot-Weißen. Angeführt vom offensiven Mittelläufer Hermann Wittman entwickelte sich aus den Nachwuchstalenten des Vereines eine spielstarke Mannschaft, die schon bald zum Sprung in die oberste Spielklasse ansetzte. Dass sich 1930 eine Gruppe um den ehemaligen 1. Vorsitzenden Konrad Krieg abspaltete und den heute noch bestehenden SV 1930 Langenselbold gründete, tat dem Aufwärtstrend der „Zehner“ keinen Abbruch. In der Runde 1933/34, der ersten nach der Einführung der Gauligen als höchster Spielstufe, wurde der Verein aus dem damals 8000 Einwohner zählenden Städtchen im Kinzigtal Bezirksmeister, und stieg nach zwei Siegen über Alemannia Niederbrechen in der Aufstiegsrunde der Gruppe Hessen-Süd in die Gauliga Hessen auf. Trotz einzelner Überraschungserfolge wie einem 3:2-Heimsieg über den CSC 03 Kassel oder einem 2:2 gegen den Nachbarn und späteren Gaumeister Hanau 93 konnten die „Zehner“ die Klasse nicht halten und stiegen als Vorletzter der Spielzeit 1934/35 umgehend wieder ab. Den gleich darauf folgenden Absturz in die A-Klasse konnte man alsbald wieder auffangen und meldete sich im ersten Kriegsjahr 1939/40, verstärkt durch diverse Gastspieler in der regionalen Spitze zurück. Doch die zweite Gauligasaison war zugleich die letzte Spielzeit der Rot-Weißen in der Erstklassigkeit, denn der Höhenflug dauerte erneut nur kurze Zeit an. Die SpVgg 1910 beendete die Runde 1940/41 mit einer trostlosen Bilanz von 6:52 Toren und zehn Niederlagen. 1942 wurde der Spielbetrieb kriegsbedingt eingestellt.
Die osthessische Kleinstadt wuchs nach Kriegsende durch Flüchtlinge rapide an, wodurch auch die Sportvereine einen starken Mitgliederzuwachs erfuhren. Unterstützt durch den ortsansässigen Fabrikanten Julius Vogel gelang der SpVgg 1910 die Wiederherstellung des Sportplatzes und der Wiederaufbau einer konkurrenzfähigen Mannschaft. Verstärkt durch ehemalige Spieler der Frankfurter Eintracht wie Alfred Kraus, Emil Arheilger, Karl Röll und Horst Schmitt und zeitweise trainiert vom späteren Oberliga-Trainer Paul Oßwald erreichte die Sportvereinigung in der Nachkriegszeit die 2. Amateurliga Hessen. Damit war allerdings auch schon der vorläufige Höhepunkt überschritten, denn nach und nach rutschten die „Zehner“ in der Ligenhierarchie ab, bis mit dem Abstieg in die B-Klasse im Jahr 1968 der Tiefpunkt erreicht war.
Erst gut ein Jahrzehnt später, zu Beginn der 1980er Jahre, strebten die Rot-Weißen wieder höheren Ligen entgegen. Unter Vorsitz von Dieter Fuchs gelang der von Wolfgang Knapp trainierten und durch diverse auswärtige Fußballer verstärkten Mannschaft 1982 zunächst der Sprung in die Bezirksklasse, und bereits zwei Jahre später stieg die SpVgg 1910 in die hessische Landesliga auf. Bis zu 1000 Zuschauer fanden sich nun zu den Heimspielen ein und hofften auf einen weiteren sportlichen Aufstieg der „Zehner“ in das Amateur-Oberhaus. In der Saison 1985/86 galt die vom ehemaligen OFC-Torhüter Karlheinz Volz trainierte Mannschaft als „Geheimfavorit“ für den Aufstieg in die Hessenliga, doch nach einem enttäuschenden achten Platz schafften es weder Volz noch sein Nachfolger Alfred Haas – trotz erheblicher finanzieller Anstrengungen des Vereins – die Mannschaft zum Aufstieg zu führen. 
Die Investitionen in den Aufstieg in die höchste Amateurklasse, der letztlich nie erreicht wurde, rächten sich in den 1990er Jahren. Nachdem die Vereinskasse durch den notwendig gewordenen Neubau des Vereinsheims erschöpft war, drohte durch den gleichzeitigen Abstieg bis in die A-Klasse zeitweise sogar der Konkurs. Die wirtschaftliche Pleite konnte schließlich abgewendet werden, sportlich bewegt sich die SpVgg 1910 seither in den Spielklassen des Fußballkreises Hanau. Von 2012/13 bis einschließlich 2014/2015 spielte die 1. Mannschaft unter der Leitung von Patrick Falk in der Kreisoberliga Hanau. Der 2. Mannschaft gelang in der Saison 2015/2016 der Aufstieg in die A-Klasse.